# 林玉体
林玉体（1939年—），臺南市將軍區人，是台灣教育界學者，專長教育史、教育哲學及邏輯學。
1971年以教育哲學學門第一名考取公費留學，取得美國愛荷華大學哲學博士。曾任教於台灣師範大學，以及美國哥倫比亞大學、英國牛津大學訪問學者。亦曾出任民主進步黨黨職、台灣文化學院院長，台灣教授協會創始人暨首任會長，尤清擔任臺北縣長時任教育局長，並於陳水扁總統任內擔任考試委員。

## 教育觀和政治立場
林氏為一強調台灣主體性的教育工作者，其對於台灣之史地教育的看法為：以台灣目前實質控制區域（台澎金馬）為本國範疇，並應以此制定本國史之範圍，對於現行的國文也認為有所爭議。
林氏的意見引發中央研究院院士許倬雲的不滿，許氏因此於2004年11月24日在《中國時報》撰文斥「林玉体身為中華民國特任公務員，經過宣誓，自應遵從憲法及法律的規定，執行其賦予的公務；該員否定國家的存在，則其服務的政府也不存在。」同年11月26日林玉体於《自由時報》發表〈歷史的院士 常識的侏儒〉，說「一位院士級的人，竟然不知『本國』到底指何國而言」「『本國史地』就是『台灣史地』，『台灣』這個『本國』，轄區包括台灣、澎湖、金門、及馬祖，但絕不包括『大陸地區』」「『本國』為什麼除了『台灣地區』之外，還指涉『大陸地區』？」。

## 著作
- 教育與人類進步。台北：問學。1978年1月。284頁。
- 台灣人的教育願望。台北：前衛。1989年2月。296頁。
- 台灣教育面貌四十年。台北：自立晚報。1987年10月。144頁。
- 一方活水：學前教育思想的發展。台北：信誼。1990年9月。284頁。
- 民主政治與民主教育。台北：師大書苑。1989年7月。222頁。
- 民主與教育（譯）。台北：師大書苑。1996年8月。420頁。
- 西洋教育史專題研究論文集。台北：文景。1984年4月。298頁。
- 西洋教育史。台北：師大書苑。1999年。768頁。
- 西洋教育思想史。台北：三民。1995年1月。804頁。
- 教育概論。台北：師大書苑。1998年1月。389頁。
- 西洋教育史（譯）。台北：教育文物。1978年1月。770頁。
- 邏輯導論。台北：教育文物。1978年9月。293頁。
- 教育價值論。台北：文景。1980年4月。206頁。
- 西洋教育史。台北：文景。1980年11月。604頁。
- 邏輯。台北：三民。1982年3月。320頁。
- 教育概論。台北：東華。1984年5月。498頁。
- 教育改造與學校革新。台北：文景。1984年9月。328頁。
- 不做稻草人。台北：生活文化。1988年3月。226頁。
- 開放教育。台北：敦理。1989年1月。248頁。
- 醒醒！大學生。台北：文景。1989年12月。178頁。
- 台灣教育與政治問題。台北：前衛。1990年5月。334頁。
- 老師，請妳走出洞外。台北：前衛。1993年5月。248頁。
- 台灣教育與國家定位。台北：師大書苑。1998年3月。196頁。
- 學前教育思想史。台北：五南。2001年。262頁。
- 美國教育思想史。台北：三民。2002年。 425頁。
- 高等教育哲學（譯）。台北：元照。2000年。235頁。
- 實用邏輯。台北：五南。2002年。400頁。
- 幼兒教育思想。台北：五南。2002年。261頁。
- 美國教育史。台北：三民。2003年。578頁。
- 哈佛大學史。台北：高等教育。2003年。389頁。
- 美國高等教育之發展。台北：高等教育。2003年。718頁。
- 教育哲學。台北：文景。2003年。288頁。
- 台灣教育史。台北：文景。2003年。371頁。
- 教育史。台北：文景。2004年。225頁。
- 政改與教改。台北：文景。2004年。305頁。
- 美國大學的誕生。台北：文景。2004年。470頁。
- 西洋教育史。台北：三民。2005年。700頁。
- 中國教育史。台北：文景 。2006年。400頁。
- 台灣前衛。台北：前衛。2007年。293頁。
- 學術自由史。台北：三民。2008年。排版中。
- 邏輯入門。台北：文景。2008年。排版中。
- 歐洲中世紀大學。台北：文景。2008年。排版中。

## 外部連結
- 海峽短評 》為許倬雲代庖答林玉体 -- 《海峽評論》169 期